# Klucz mądrości
Klucz mądrości – powieść Jana Dobraczyńskiego z 1951 roku. 
Książka jest opowieścią o zmaganiach chrześcijaństwa z islamem na terenie Ziemi Świętej. Miała kilkanaście wydań, a także przekłady na język niemiecki (1955) i czeski (1979). W 1954 została nagrodzona Nagrodą Młodych im. Włodzimierza Pietrzaka.